# Paddy Mayne
»Paddy« Blair Mayne, britanski častnik in operativec, * 1915, † 1955, Irska.
Mayne je bil sprva pripadnik No. 11 (Scottish) Commando, nakar je prostovoljno prišel v L odred, SASB; predhodnika današnjega SASa. 
Vodil je prvo operacijo novonastale vojaška enota, ki pa je spodletela. 
Po zajetju Stirlinga je poveljaval 1. SAS polku od leta 1943 do konca vojne.
Umrl je v prometni nesreči.

## Napredovanja
- 1941 - stotnik
- ? - major
- 1943 - podpolkovnik

## Odlikovanja
- Distinguished Service Order (4x)